# Mardara calligramma
Mardara calligramma är en fjärilsart som beskrevs av Walker 1865. Mardara calligramma ingår i släktet Mardara och familjen tofsspinnare. Inga underarter finns listade i Catalogue of Life.